# Komki-Ipala
Komki-Ipala ist sowohl eine Gemeinde (französisch commune rurale) als auch ein dasselbe Gebiet umfassendes Departement im westafrikanischen Staat Burkina Faso in der Region Centre und der Provinz Kadiogo. Die Gemeinde hat in 15 Dörfern 20.012 Einwohner, in der Mehrzahl Mossi.
Komki-Ipala verfügt über ein Gymnasium und seit April 2005 über ein Polizeikommissariat sowie einen Festsaal.